# Ordre du Nœud
L’ordre du Nœud ou ordre du Saint-Esprit au Droit Désir est un ordre de chevalerie fondé en 1352 par Louis de Tarente, roi de Naples.

## Contexte historique
L’ordre du Nœud (et dans son intitulé plus large : du Saint-Esprit au Droit Désir) obéit à des principes élaborés au cours du Moyen Âge. Il est directement inspiré de l'ordre de l'Étoile.
L’idée de regrouper les chevaliers à l’intérieur d’un ordre laïc remonte au XIVe siècle. Elle appartient aux souverains anglais, français et espagnols qui se sont inspirés des ordres religieux : ces ordres ont un « habit », des « règles ». Seulement l’habit n’était porté que le jour de la réunion du chapitre de l’ordre ; seuls des insignes (un collier, comme dans l’ordre de la Toison d’or) pouvaient être apposés sur les vêtements et portés lors d’occasions solennelles ou figurer sur leur tombeau. Les règles (ou statuts) fixaient le jour de réunion du chapitre de l’ordre (qui correspondait à la fête du saint patron de l’ordre) et surtout l’ensemble des dispositions qui autorisaient l’entrée dans l’ordre, mettaient en place la hiérarchie à l’intérieur de l’ordre et les mécanismes de promotions dans un détail de devoirs, d’obligations et de récompenses. Les statuts font donc plus explicitement référence à l’idéal et à la fonction chevaleresques, tels qu’apparus aux Xe et XIe siècles en Occident.
Les théories sur les fonctions des ordres chevaleresques médiévaux vont, tout d’abord, d’un simple amusement, comme les tournois, où les jeux chevaleresques ne sont rien d’autre qu’une forme ostentatoire de prestige. Mais est apparue ensuite leur fonction militaire (réunir une armée d’élite) et politique (distinguer ceux qui participent au pouvoir). C’est ainsi que les historiens ont mis en évidence la fonction symbolique et pratique des ordres de chevalerie : ils participent à l’affirmation du pouvoir du souverain fondateur de l’ordre et, plus généralement, de la Monarchie, de l’État royal.

### La fondation de l'ordre[2]
Le 23 mai 1352, jour de la Pentecôte, Louis de Tarente et Jeanne Ire sont couronnés à Naples souverains du royaume de Sicile. Pour assoir son pouvoir, Louis crée, ce même jour, l'ordre chevaleresque du Saint-Esprit au Droit Désir, appelé aussi ordre du Nœud.
Le double symbolisme, création le jour de la Pentecôte et ordre dédié au Saint-Esprit, a pour but de rappeler, d'une part les fondements de la royauté angevine en Italie du Sud, une royauté christique qui règne sur un peuple de croyants, et d'autre part la mission de la chevalerie, en tant que Militia Christi.
Dans le contexte du XIVe siècle, la fondation royale d'un ordre chevaleresque exprime un projet d'asseoir la royauté, de lui fournir une base militaire, de renforcer les fidélités et d'affirmer l'intégration des armées féodales dans le cadre de l'État royal. Mais tout cela se joue avec les référents culturels propres au Moyen Âge : la chevalerie et le serment, serment de fidélité symbole clé de rattachement, de vassalité.

## Un ordre chevaleresque au service de la Couronne

### Le fondateur de l'ordre:Louis de Tarente
L'ordre est créé par le roi Louis de Tarente et doit accueillir trois cents chevaliers triés sur le volet, ou, pour entrer dans l'idéologie qui anime le texte, trois cents chevaliers élus. Louis (et ses successeurs), roi de Jérusalem et de Sicile, est le prince tout autant que le principe de cette compagnie (compaignie). Il est, donc, à la tête d'un groupe d'hommes armés, dont la mission est explicitée dans les vingt-cinq chapitres de l'ordre. 
Les chevaliers doivent, tout d'abord, porter aide et conseil au prince. Le premier chapitre dit, en effet : « Premièrement euls sont tenus de jurer que tout leur pouvoir et savoir dovront abandoneement loyal conseil et aider au Prince de tout ce qu'il leur requerra soit d'armes, soit d'autres choses loyalement et dobserver les entrescripts chapitres ».
En cela, appartenir à l'Ordre c'est appartenir au prince, être de sa fidélité. Pour le nouveau prince, il est aussi un élément fort d'implantation et de structuration de son pouvoir.
Si les chevaliers de l'ordre s'engagent, de leur propre chef, ou parce qu'ils suivent leur prince ou l’Église, dans quelque bataille que ce soit, ils doivent combattre avec courage, en élevant leur bannière et en prononçant, après le leur, le cri « au nom du Droit Désir ». Ils doivent, alors, utiliser une lance et une épée marquées du symbole de l'ordre, une colombe auréolée de rais de lumière. Les chevaliers ne doivent pas combattre contre l’Église, mais, au contraire, venir à son secours et combattre ses ennemis : « recourir et gecter hors des mains des mescreans », libérer le Saint-Sépulcre et la Terre sainte quand la « Sainte Église de Rome » ou un « prince des Chrétiens » le leur demande, livrer bataille « contre les ennemis de la foy et pour le droit et honneur de leur naturel seigneur ».

### Faire la guerre... politique et diplomatique
Les ordres chevaleresque du bas Moyen Âge sont des instruments du pouvoir. Ils sont fondés par les monarques et ont pour fonction de réunir autour du souverain des partisans (des « fidèles ») qui constituent une élite armée. Cela est flagrant dans les fondations française de l'ordre de l'Étoile et anglaise de l'Ordre de la Jarretière. Autre fonction très proche : l'activité politique et diplomatique, parce que les membres des ordres chevaleresques sont aussi des fonctionnaires de l'État royal.
Ainsi pour l'ordre du Nœud, derrière la notion de croisade, trois concepts se dessinent. D'une part, le texte fait mention de la « sainte Église de Rome ». À l'époque de la rédaction des statuts, le légat Gil Albornoz prépare le retour du pape à Rome et la reprise en main des États pontificaux. Louis de Tarente divulgue, aussi, le serment qu'il a juré devant le souverain pontife, en 1348 et 1352, serment qui est à l'origine de son couronnement. Mais il affirme, à nouveau, le lien qui unit le royaume de Naples à Rome. Le texte déclare, aussi, que les chevaliers combattent pour leur prince, contre ses ennemis dans et hors du royaume, et participent à ses guerres de conquête. 
Louis de Tarente et Niccolo Acciaiuoli sont en train de préparer une expédition en Achaïe, qui a lieu en 1353, et une autre en Sicile, pour 1354. Enfin, il est fait mention de chevaliers de l'ordre combattant, pour leur compte, contre les ennemis du roi, dans et hors du royaume. Cela fait allusion  aux dangers que doit affronter la nouvelle royauté angevine : les Catalans, les Duras, les Hongrois, « tous les ennemis de la foy », tous ceux qui refusent la foi du prince.
Il faut tout simplement voir derrière ces mots la volonté d'affirmation d'exercice de la royauté.
Ce passage peut aussi faire penser que les chevaliers de Louis de Tarente sont des Napolitains, mais peuvent venir d'autres horizons. Il s'agit donc d'un système ouvert de recrutement d'aides et de fidélités. Il génère les alliances (diplomatiques) et rappelle à soi, relie, les fidélités féodales.
À chaque réunion annuelle, le roi tient une Cour, où de nouveaux hommes pourront être ordonnés chevaliers. Louis renouvelle, ici, la pratique des cérémonies annuelles d'adoubement des deux premiers souverains angevins. Les écuyers du royaume seront, automatiquement, chevaliers de l'ordre, puisqu'ils sont fils de chevaliers non encore adoubés. Mais l'ordre est ouvert, aussi, aux « bachellers et chavaliers extranges », ainsi qu'aux membres d'autres ordres chevaleresques. Dans ce cas, la ligesse à cet ordre leur est demandée. L'ordre accueille les fils de chevaliers non adoubés, le prince se chargeant de leur adoubement, et tous les chevaliers, qu'ils soient régnicoles ou proviennent d'autres contrées. Ce passage permet d'accepter des chevaliers comme Nicola Acciaiuoli ou Bernarbo Visconti.
Pour attirer encore plus de vocations, il est prévu que les chevaliers pauvres, qui ne peuvent aider le prince comme ils le voudraient ou qui sont dans l'incapacité de venir à la fête annuelle, recevront une indemnité du roi : « Sachent chascuns des dits Bachellers que a la Chapelle du Saint Esprit au droit désir sera donné de par le Prince a chascun d'eux tant d'argent comme chasceun par son sacrement dire que en venant a la dicte feste et en revenant en son pais il aura despendu honnestement ».

### Qui sont les membres de l'ordre?
Quelles sont ces personnes dignes de figurer parmi l'élite de la chevalerie, qui agit dans la pureté de la foi et procède du Christ et du roi-christ? L’abbé Lefebvre donne seulement huit noms : Louis de Tarente, Niccolo Acciaiuoli, Luigi di Sanseverino, Giacomo Caracciolo, Giovanni Bozzuto, Bernabo Visconti seigneur de Milan, un chevalier napolitain de la famille Di Costanzo et un certain Roberto de Burgenza (Brienza ?) enterré dans l'église de Santa Chiara à Naples. Louis de Tarente a promu ses plus fidèles chevaliers qui composent son entourage curial étroit. 
Louis préside la Cour, s'entourant de chevaliers, qui lui rendent hommage en lui baisant les pieds, et dont il prend conseil en toutes choses. Louis est généreux, il vient en aide aux chevaliers les plus pauvres, ouvre sa table, prie pour leurs âmes défuntes. Louis est un souverain aux pleins pouvoirs : il porte une robe pourpre, un sceptre et un globe surmonté d'une croix. Il est roi de Sicile et de Jérusalem : il est ce « prince des Chrétiens », dont parlent les statuts. Souverain chrétien, fidèle serviteur de l’Église et croyant à la grande piété, il est, avant tout, un intercesseur entre les Hommes et Dieu : il fait le geste de (presque) toucher deux malades, il préside le banquet annuel comme le Christ lors de la Cène.
L'ordre a été créé pour servir les ambitions de Louis de Tarente et donner une base politique à son pouvoir, auquel il donne une justification implicite : il est digne de régner, il est l'héritier de ses prédécesseurs, Capétiens et Angevins, car des « signes » le confirment. Sa largesse, aussi, est toute royale. Il met sur pied un système d'entraide aux moins riches, dans leur vie, en leur donnant l'argent nécessaire pour accomplir leurs fonctions chevaleresques, dans la mort, en organisant les obsèques et en donnant la sépulture, et dans la postérité, en ordonnant la rédaction du livre où sont relatés les exploits des chevaliers, en déposant l'épée du mort dans la chapelle.

## L'iconographie et le texte
Le texte et les enluminures, qui illustrent les chapitres, mettent en place une représentation, souveraine et christique, du Prince. Les illustrations suivent le déroulement du texte, sauf pour quelques images, soit par simplification (la seule thématique) d'un texte juridique (comme l'illustration du chapitre XI), soit par digression (illustration du chapitre IX). Parfois l'image utilise les références iconographiques d'un comportement générique commun à tout le Monde médiéval.
Ces illustrations posent le problème des exécuteurs de l'ouvrage que de sa finalité, longtemps retenue un « amusement de Cour » écrit en français.